# Оливний обігрівач

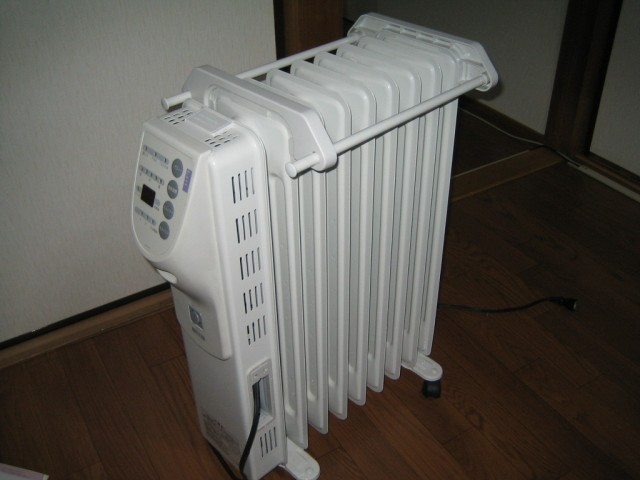
Оливний обігрівач

Оливний обігрівач (оливний радіатор, нар. масляний обігрівач, масляний радіатор)  - є поширеною формою конвекційного обігрівача, що використовується в опаленні приміщень. Оливний обігрівач складається з великої ємності або ємностей з оливою, що підігрівається ТЕНом або тенами. Олива використовується як провідник і акумулятор тепла. Олива має відносно високу питому теплоємність і високу температуру кипіння.  Висока питома теплоємність дозволяє оливі ефективно передавати теплову енергію від нагрівального елемента, тоді як висока температура кипіння оливи дозволяє йому залишатися в рідкій фазі з метою нагрівання, тому нагрівач не повинен мати високий тиск оливи в середині ємностей. Перевагами оливного обігрівача є: помірна ціна,  досить тиха робота,  висока мобільність пересування на певні відстані, наприклад, із кімнати у кімнату .

## Конструкція
Оливний обігрівач являє собою або велику ємність (резервуар) заповнену оливою з одним чи двома ТЕНами, або ж являє собою набір ємностей що заповнені оливою, ці ємності нагріваються внутрішніми тенами що розміщені всередині ємностей. Ємність виготовляють із чорного металу. Товщина стінок ємності становить 0, 8-1 мм .
Під час опалення нагрівальний елемент типу ТЕН нагріває оливу, яка в свою чергу передає тепло до металевої стінки за допомогою конвекції, через стінки (як правило металеві) використовуючи температурну провідність, потім тепло передається до навколишнього середовища за допомогою повітряної конвекції та теплового випромінювання.  Ребра оливних нагрівачів, як правило, сконструйовані у вигляді ребер вони можуть бути досить товстими або тонкими. Площа поверхні металевих ребер є досить великою відносно кількості оливи, а також відносно використаного металу, який проводить тепло у навколишнє середовище.  Велика площа поверхні провідника дозволяє більшій кількості повітря контактувати з нагрівачем, що дозволяє більш ефективно передавати тепло. Але в той же час це призводить до того що температура поверхні обігрівача є досить безпечною, тому при короткому контакті зі шкірою не призводить до опіків.

## Ефективність
Оливні обігрівачі мають низьку енергоефективність, наприклад, для того щоб обігріти 10 кв. метрів площі оливний обігрівач споживає близько 1000 ват електроенергії, це в кілька разів більше ніж споживають сучасні обігрівачі наприклад тепловий насос чи карбоновий обігрівач. Тому що оливний обігрівач має в своїй основі застарілу тенову технологію. Існує помилкова думка що оливний обігрівач довго зберігає тепло, тому економить енергію, насправді процес нагрівання оливкового обігрівача прямо пропорційний протилежному процесу, охолодженню обігрівача. Але все ж таки оливний обігрівач може бути задовільним варіантом додаткового цільового опалення .

## Безпека та особливості
Головна небезпека оливних обігрівачів це значна пожежонебезпечність через досить високу температуру корпусу обігрівача. Правилами користування оливними обігрівачами заборонено розміщати будь-які предмети ближче метра до обігрівача. Також заборонено ставити обігрівач на хитку підлогу. Другою небезпекою оливного обігрівача є те що він може призвести до опіків при довгому контакті, короткий контакт як правило не призводить до опіків, тому не варто засинати неподалік обігрівача. 
Згідно з технічними вимогами температура зовнішньої поверхні оливних обігрівачів, через яку вони віддають тепло, не повинна перевищувати 100-110 °C, середня температура зазвичай складає 85-95 °C.
Відносно велика питома теплоємність оливних і металевих частин означає, що цьому типу обігрівача потрібно кілька хвилин для нагрівання та охолодження, забезпечуючи короткочасне збереження тепла. Також небезпекою є те що оливні обігрівачі здатні вибухати, коли їх термозапобіжники не вимикають їх
.
Це може призвести до пожежі, густого чорного диму, неприємних запахів, мастила на стінах та інших поверхнях, а також спотворюючих опіків.
Деякі компанії пропонують оливні обігрівачі з вентилятором, щоб збільшити потік повітря над обігрівачем.  Оскільки він постійно направляє більш холодне повітря з кімнати в контакт з обігрівачем, це може покращити швидкість теплового потоку від обігрівача в кімнату.  Швидкість теплового потоку від нагрівача в повітря, що контактує з ним, вища, коли є більша різниця температур між нагрівачем і повітрям.

## Назва
Досить часто оливний обігрівач (оливний радіатор) називають масляним обігрівачем або масляним радіатором, згідно з правилами української мови, це помилка, оскільки назва «масляний» згідно з правилами має використовуватися тільки для продуктів тваринного походження.

## Див також
- Опалення
- Інфрачервоний обігрівач